# It’s Everybody’s War
It’s Everybody’s War ist ein US-amerikanischer Dokumentarfilm aus dem Jahr 1942.

## Handlung
Der Film beginnt in einer Kleinstadt in den USA. Zwei Jahre vor Kriegsbeginn gingen einige der Männer zur Nationalgarde der Vereinigten Staaten. Niemand konnte sich vorstellen, dass diese Männer einmal in den Krieg ziehen würden. Die Angehörigen erhalten heitere Briefe, die diese Soldaten aus dem Trainingscamp und später von den Philippinen schickten.
1942 begann die japanische Invasion der Philippinen. Philippinische Soldaten kämpften zusammen mit ihren US-amerikanischen Verbündeten in der Schlacht um die Philippinen. Die ersten Telegramme, mit der Nachricht vom Tode des betreffenden Soldaten, erreichen die Angehörigen. Viele der Bürger der Stadt sind betroffen, lassen ihre Arbeit liegen und suchen Trost in sinnlosen Aktivitäten. Am 6. Mai 1942 fiel die Inselfestung Corregidor, die Überlebenden gingen in japanische Kriegsgefangenschaft.
Dies ist für die Bürger der Stadt der Anlass, für die Kriegsindustrie zu arbeiten. Die Bürger verzichten auf Luxus, um mehr Ressourcen freizumachen, sie kaufen Kriegsanleihen.

## Auszeichnungen
1943 wurde der Film in der Kategorie Bester Dokumentarfilm für den Oscar nominiert.

## Hintergrund
Der Propagandafilm wurde von 20th Century Fox produziert und vom United States Office of War Information herausgegeben. Die Uraufführung fand am 6. November 1942 statt.
Der Erzähler des Films war Henry Fonda.
Der Film ist heute public domain und kann im Internet angeschaut werden.